# Унівська лавра
Свято-Успенська Унівська Лавра Студійського уставу — один із найдавніших монастирських комплексів України.  
Центральний монастир Галицької єпархії впродовж XIV—XVIII століть, від др. пол. ХХ ст. осередок греко-католицького чернечого життя монахів Студійського уставу. Унікальний архітектурний ансамбль-пам'ятка, розміщений у селі Унів Львівського району Львівської області. 

## Історія монастиря

##### Православний період (кн.XIVст.— 1700р.).
Монастир заснував наприкінці XIV століття князь Федір Любартович, який також був його «патроном». У документах, — привілеї польського короля Владислава ІІ Яґайла, монастир вперше згадано у 1395 р.
У 1401 році польський король Владислав ІІ Ягайло своїм актом затвердив власність монастиря (раніше монастирю надали Млинів та Якторів), будівництво якого завершили у 1400 році.
Дерев'яні храм та монастир пізніше зруйнували татари.
У 1440-х роках щодо права патронату над монастирем мали судові суперечки князь Михайло Гольшанський та Сенько Лопатич, кожен з яких хотів поставити ігуменом свого кандидата. У 1443 році король Владислав III Варненчик надав право опіки над монастирем князеві Миколі Пінському. У XV столітті монастир володів двома селами, млинами, ставками та іншими маєтками. Був випадок, коли унівські монахи намагались позбутися влади Галицького єпископа, подали скарги до Київського митрополита, польського короля та краківського каштеляна. Митрополит Київський повідомив про це Галицького єпископа, який зумів урегулювати непорозуміння (виправдатись перед місцевою шляхтою та міщанами, а краківському каштеляну вислав 20 волів, щоб той уберіг його від можливої неласки короля)
1539 році монастир, який досі перебував у підпорядкуванні Митрополита Київського, король Сигізмунд I Старий передав у розпорядження львівському православному єпископові Макарію (Тучапському). Це рішення призвело до судових процесів. 30 липня 1542 року Сигізмунд І Старий розглянув суперечку між Львівсько-Галицьким єпископом та архимандритом.
1542 року монастир став архимандрією. Перший архимандрит Анастасій Радиловський; потім Гедеон та Ісая Балабани (усі православні).
У 1549 році монастир зруйнували татари під час набігу. Шляхтич (лицар) Олександр Ванько Лагодовський з села Лагодів зцілився водою з місцевого джерела (уві сні вказала на місце джерела сама Богородиця), тому з вдячності почав будувати мурований храм Успіння Пресвятої Богородиці та сприяв відбудові монастиря.
У монастирі 1606 року Іван Вишенський написав «Посланіє до стариці Домнікії».
1648–1770 рр. при монастирі діяла Унівська друкарня, звідки походить багато відомих стародруків. Тут працювали українські друкарі Андрій Скольський, Дмитро Кульчицький, Симеон Ставницький, а книжки прикрашали гравюрами Іллі, М. Зубрицького, Є. Завадовського, Мини, М. Фуглевича.
З 1668 року архимандритом був Варлаам (Шептицький), перейшов на унію у 1681 році. За нього було зроблено високий земляний вал з ровом довкола монастиря.
У 1700 р. у  єпископ Львівський, Галицький і Кам'янецький Йосиф (Шумлянський) перепідпорядкував єпархію до Унійної Церкви. Відтак й Унійний монастир перейшов під адміністрування Унійної (від 1774 р. Греко-Католицької)  Церкви.

##### Греко-католицький період (1700—1944 (з перервами))
16 серпня 1711 року в монастирі пройшов Унівський монаший собор.
1790 року офіційна влада закрила монастир, ченці переїхали до Золочева, Бучача (під час пожежі 29 липня 1865 року згоріли перевезені сюди цінні історичні документи і грамоти). Монастирська церква стала сільською парафіяльною.
1816 року маєтки колишнього монастиря передали Галицькій греко-католицькій митрополії. З 1818 року і до своєї смерті тут постійно мешкав митрополит Михайло Левицький; при ньому було знесено оборонні вали і рови, збудовано митрополичий палац.
На території монастиря відбувалися щорічні ярмарки.
Відродив монастир Андрій Шептицький, який передав приміщення монахам-студитам і надав обителі статусу Лаври.
Черне́цтво Студійського уставу митрополит Андрей Шептицький відновив 1898 року, поклав на нього завдання плекати прадавню Східну традицію чернечого життя. Монахи-студити дотримуються Студійського уставу, який в ХІ столітті принесли в Україну з Константинополя та Афону преподобні отці Антоній і Теодосій Печерські.
Після повернення з ув'язнення в Росії митрополит Андрей Шептицький 30 вересня 1917 року в Унівській монастирі висвятив Йосифа Сліпого на священника.
У 1919—1939 роках монастир діяв як лавра греко-католицького чернечого чину Студитів.
1919 року після пожежі в Студитській Лаврі Святих Антонія і Теодосія Печерських у Скнилові під Львовом митрополит Андрей Шептицький перевів монахів-студитів до Унева, відновивши діяльність монастиря.

### Під час радянської окупації
Із приходом совітів у 1944 році у Свято-Успенській Лаврі в Уневі було влаштовано концентраційний табір для духовенства, яке не визнало російське православ'я. Розписи в храмі були забілені, в храмі влаштовували багаття, на яких спалювали церковні та богослужбові книги. Були сплюндровані і знищені:
- надгробки (зокрема, Олександра Ванька Лагодовського 1574 р.);
- поховання Михайла Левицького;
- іконостас 1731 р.

### Після відновлення незалежності
У 1991 р. монастир місцева влада знову передала Греко-Католицькій Церкві.

Монахи опікуються дітьми-сиротами шкільного віку, катехизують дітей у місцевій школі, займаються рослинництвом, тваринництвом, городництвом, бджільництвом. У монастирській майстерні виготовляють предмети церковного вжитку (свічки, офірки та вугілля до кадила). Ченці, які вчаться у Львівській духовній семінарії, катехизують при церкві св. Михаїла у Львові дітей різних вікових груп. Загалом на катехизації є 150 осіб.

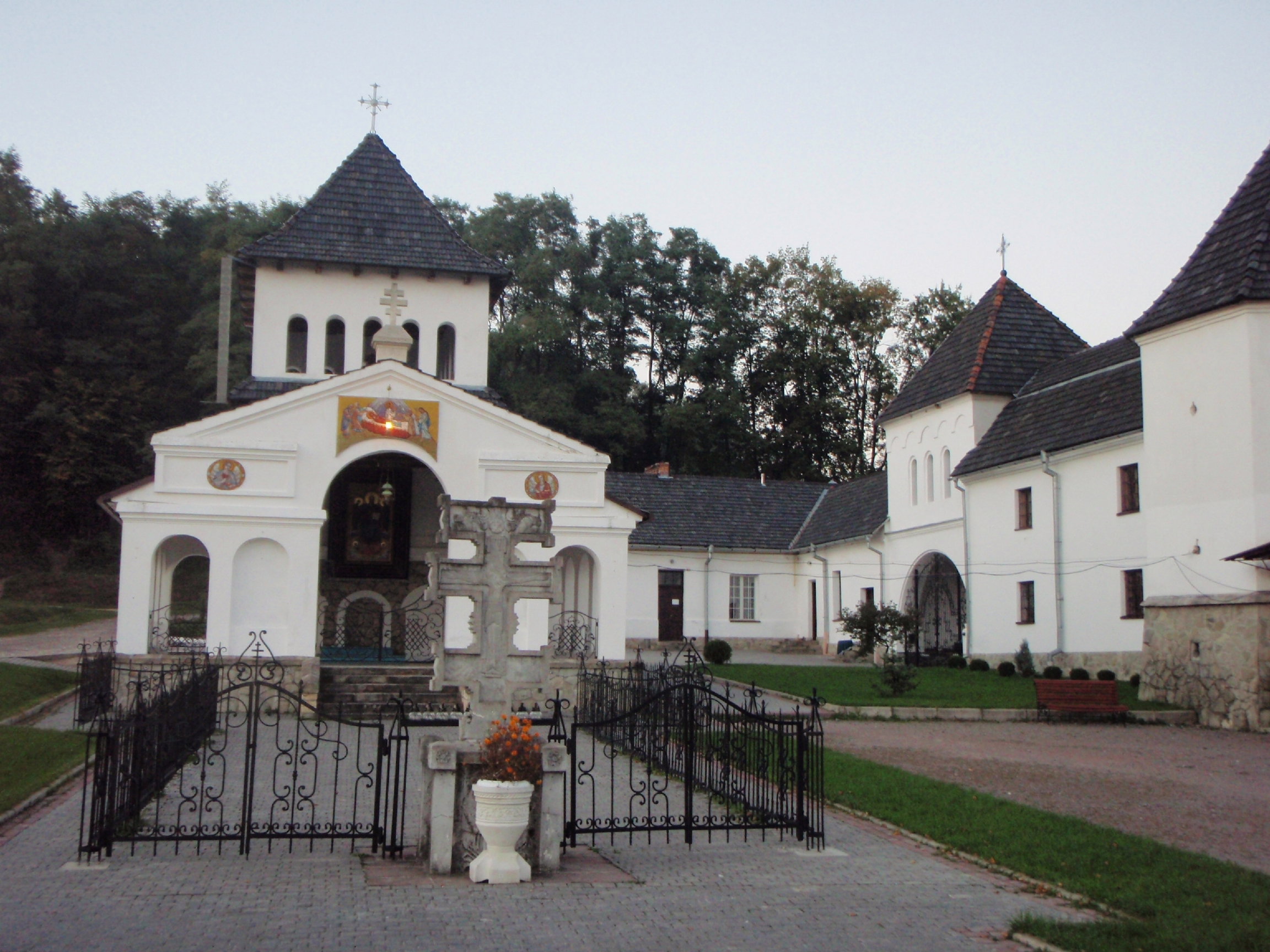
Унівська лавра

При лаврі є реколекційний будинок на 40 місць. Тут провадять реколекції ченці, черниці, священники, миряни УГКЦ. Український католицький університет організовує в монастирі літню богословську школу.
У лаврі діє Музей старовинних ікон розташований (його фонди та реставраційний цех — у монастирі св. Михаїла (Львів).
Монастирський храм виконує парохіяльні функції. Унівська лавра також опікується парохією в сусідньому селі Сивороги.
Загалом у Лаврі є 84 члени спільноти, а саме: єромонахів — 23, єродияконів — 4, схимонахів — 22, архаріїв-рясофорів — 20, архаріїв — 5, новиків та послушників — 10.
За кордоном, у місійній станиці (Перемишльсько-Варшавська митрополія, Польща), в Полоцькому монастирі (Білорусь) та на навчанні (у Греції, Німеччині, Римі) перебуває 9 осіб.
Лавра має 7 дочірніх монастирів (зокрема, 1 монастир у Білорусі, 1 скит, 1 студійний дім, 1 місійну станицю у Польщі і станицю в м. Києві).
Свято-Успенська Унівська Лавра на сьогодні знову стала одним із найбільших паломницьких центрів заходу України. Починаючи з 1994 року, кожного травня до Унева йде дводенна молодіжна проща, організована студентським товариством «Обнова», Мальтійською службою допомоги і монастирем студитів.
Щороку двічі на рік, із монастиря св. Обручника Йосифа вирушає піша проща до Унівської Лаври, яка з кожним роком збирає щораз більше паломників, переважно молодь. Проща починається св. Літургією в храмі св. Михаїла, триває 3 дні і закінчується всенічною молитвою та архиєрейською св. Літургією в Унівській Лаврі.

Під час російсько-української війни (з 2022 року) Унівська лавра стала прихистком для понад 50 вимушених переселнців.

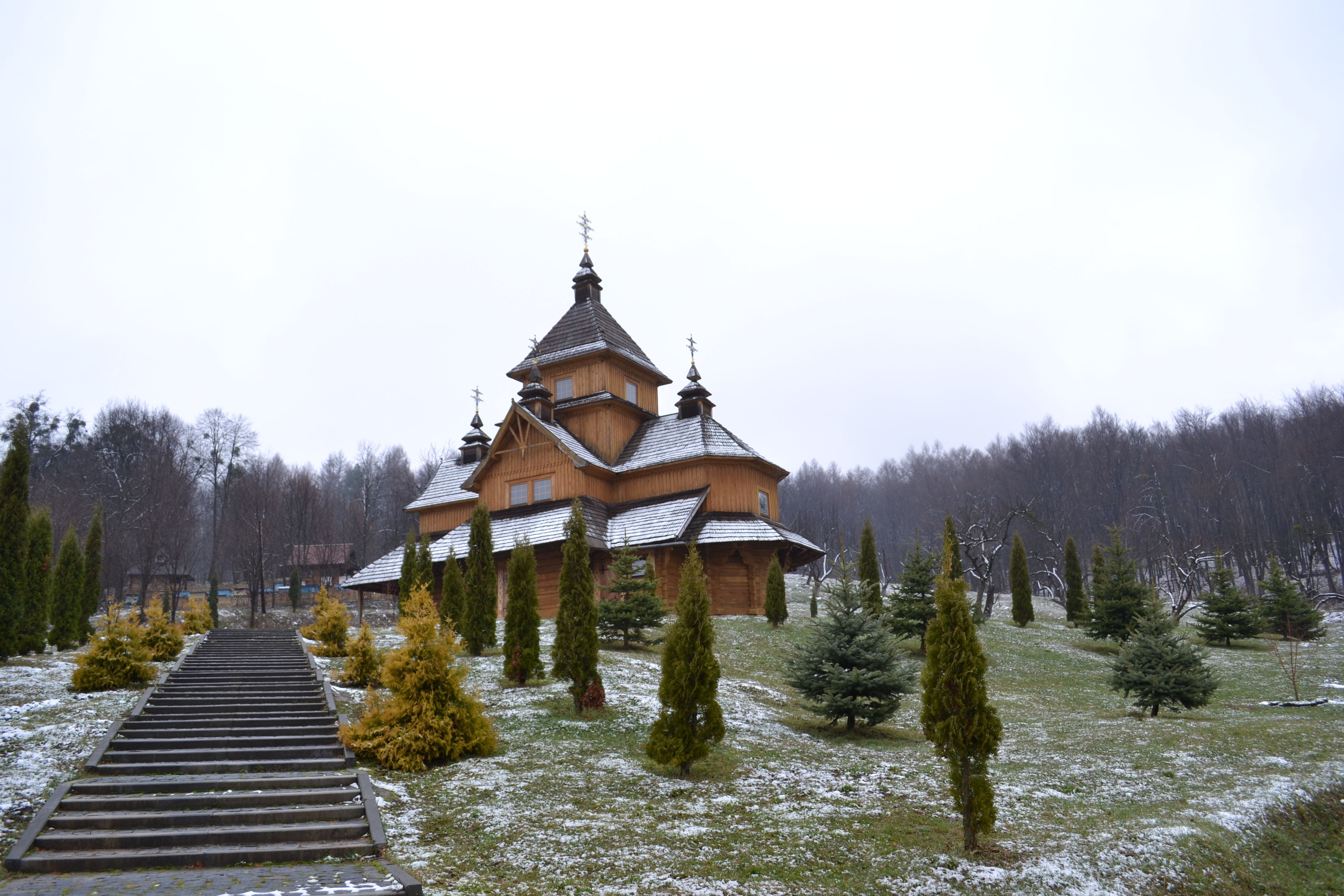
Храм блажених Климентія і Леонтія
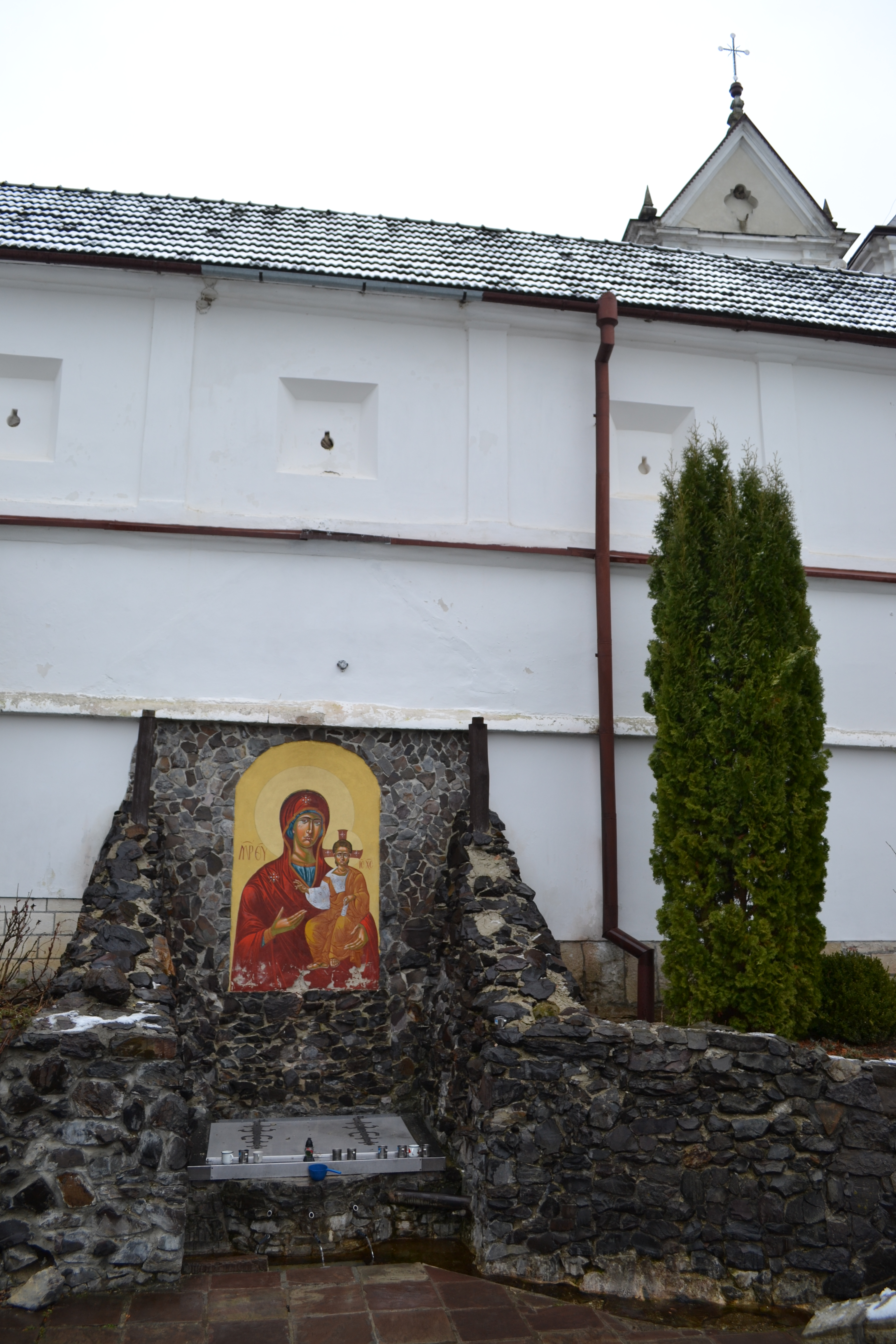
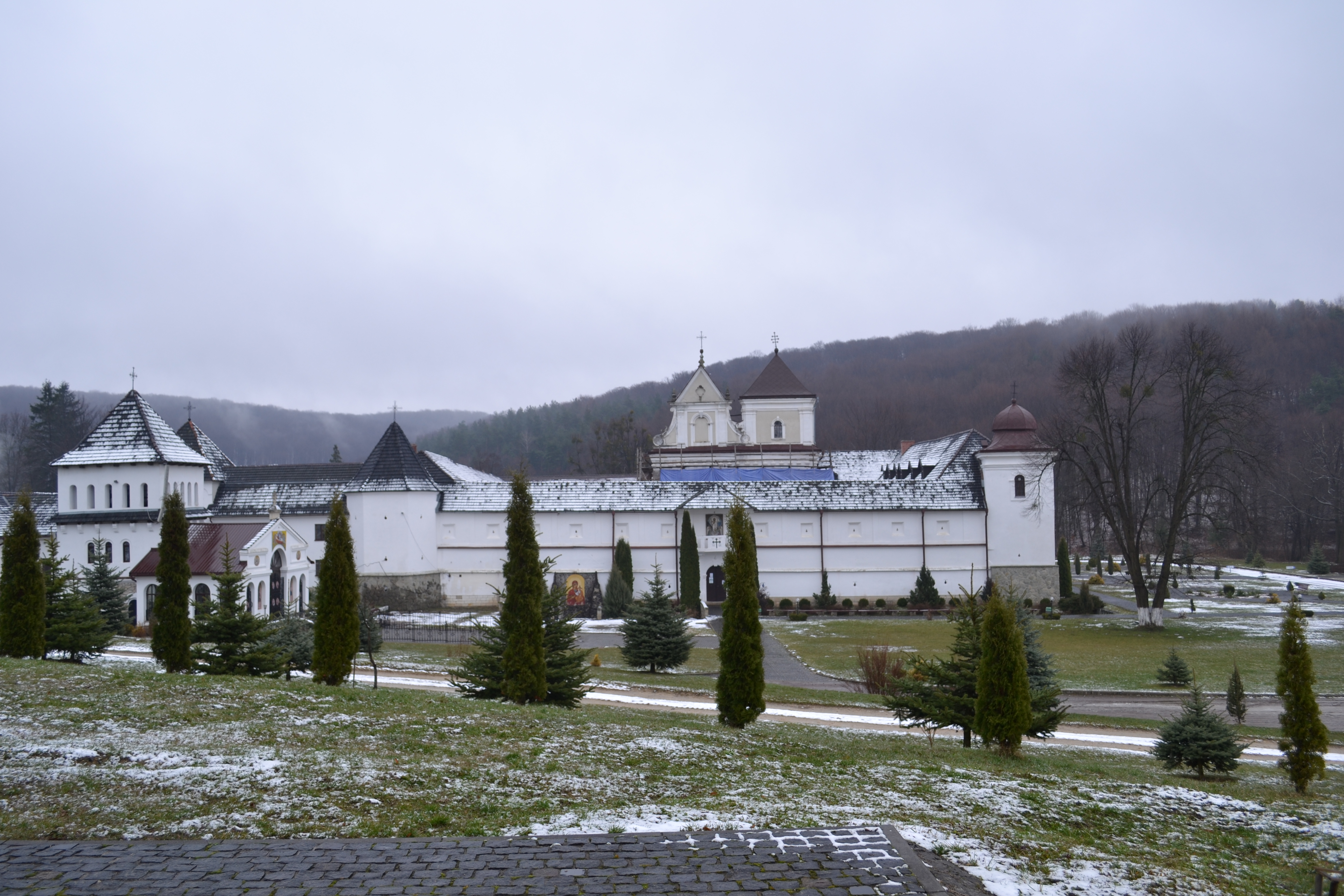

## Короткий опис
Зведено монастир, ймовірно, в XV столітті. Він оточений високими стінами з бійницями й оборонними вежами. Храм на території виглядає з-за стін витонченим та легким, а при огляді його зі середини монастирських стін вражає міцними, справді фортечними мурами, бійницями та оригінальністю архітектури. На його контрфорсі зберігся герб Шептицьких.

## Храм блаженних Климентія та Леонтія
- Храм блаженних священномучеників Климентія та Леонтія //
- commons Church of Saint Clement and Leonti, commons Univ Lavra
- Чи актуально зараз будувати дерев'яні церкви. Розмова з архітектором / львів’янин Роман Сулик, історик церковного будівництва, який уже 20 років займається проєктуванням дерев’яних храмів та дзвіниць
- «Замовник не завжди думає як архітектор» відбулася зустріч студентів ІАРД зі співзасновником Sulyk Architects // Національний університет «Львівська політехніка»
- Sulyk Architects [ Сулик архітектc ] [ sa ], ФОП Сулик Роман Володимирович: youcontrol, page 574 etc.
- Каміни на цитаделі. Архітектор — Роман Сулик. Мармур Bianko Namibia ta Grigio Orobico // 14 вересня 2017

## Усипальниця
Тут були поховані, зокрема:
- княгиня Олександра, дружина князя Андрія Гольшанського[1]
- Лагодовський Олександр Ванько (у церкві, коштом дружини Барбари з Сенна[11])
- нащадки лицаря Лагодовського (в монастирському храмі)[джерело?]
- єпископ Гедеон (Балабан)[12]
- митрополит Галицький і архієпископ Львівський УГКЦ Михайло Левицький (1858 року, в монастирському храмі).